# Ангелаке Донеску
Ангелаке Донеску (18 жовтня 1945 — 28 серпня 2023) — румунський вершник.
Бронзовий призер Олімпійських Ігор 1980 року в командній виїздці.